# 茨城県道333号宗道停車場線

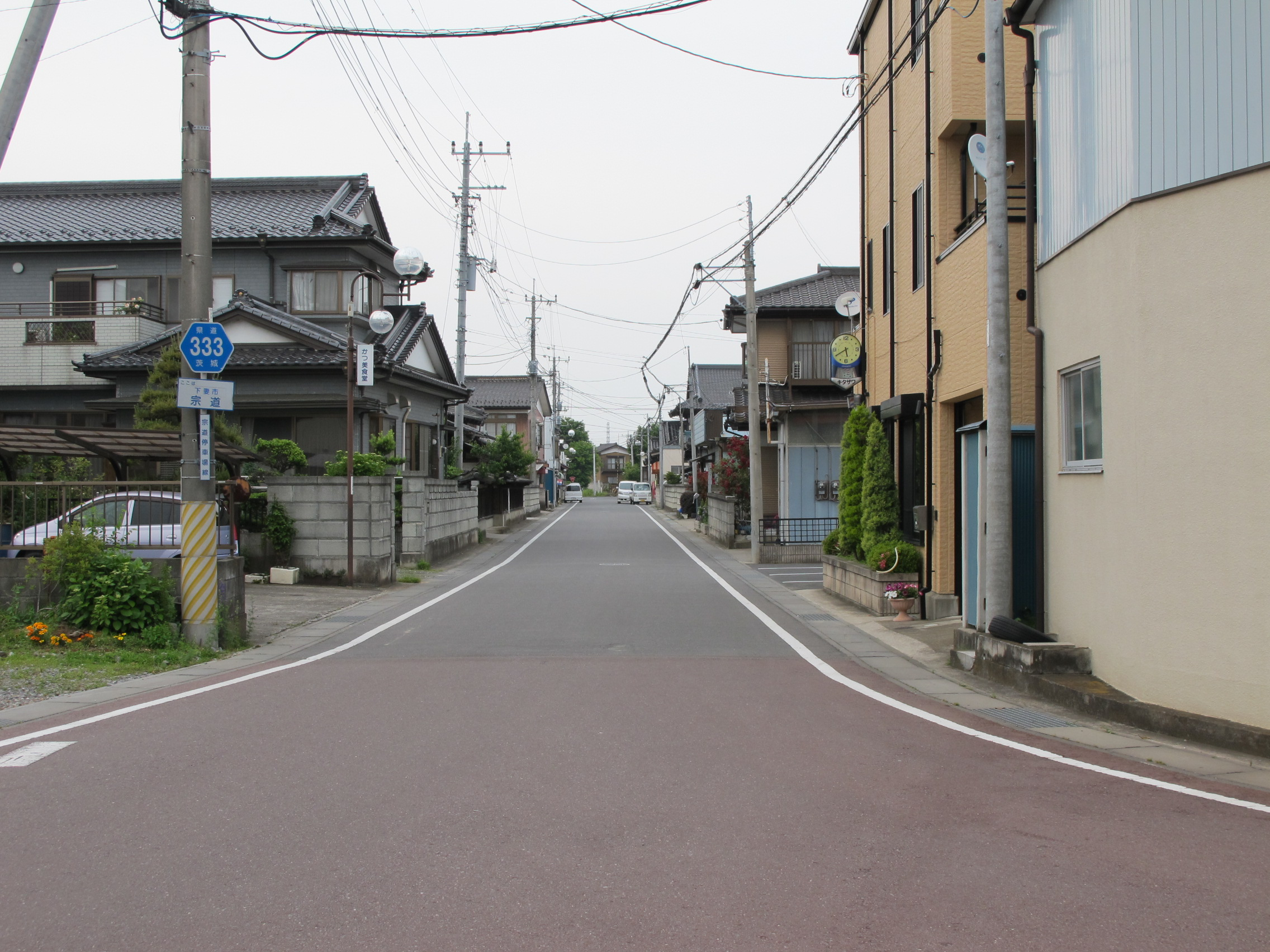
下妻市宗道駅前付近（2012年6月撮影）

茨城県道333号宗道停車場線（いばらきけんどう333ごう そうどうていしゃじょうせん）は、茨城県下妻市の関東鉄道常総線宗道駅前から茨城県道56号つくば古河線までを結ぶ一般県道である。

## 路線概要
- 起点：茨城県下妻市宗道（宗道駅前）[1]
- 終点：茨城県下妻市宗道（県道つくば古河線交点）[1]
- 総延長：242 m[2]
- 重用延長：なし[2]
- 未供用延長：なし[2]
- 実延長：242 m[2]
- 自動車交通不能区間延長[注釈 1]：なし[2]

## 歴史
1959年（昭和34年）10月14日、新たな県道として結城郡千代川村大字宗道の宗道停車場を起点とし、県道宗道筑波線（現在は県道つくば古河線）交点を終点とする区間を本路線とする県道宗道停車場線として茨城県が県道路線認定した。
1995年（平成7年）に整理番号333となり現在に至る。

### 年表
- 1913年（大正2年）11月1日：宗道駅が開業する。
- 1920年（大正9年）4月1日：現在の路線の前身である宗道停車場線が路線認定される。[3]
- 1959年（昭和34年）10月14日
現在の路線が路線認定される（図面対象番号299）[4]。道路の区域は、結城郡千代川村大字宗道の宗道停車場から結城郡千代川村大字宗道の県道宗道筑波線交点までと決定された[1]。
- 1995年（平成7年）3月30日：整理番号が整理番号351から現在の番号（整理番号333）に変更される[5]。

## 地理

### 通過する自治体
- 茨城県
  - 下妻市

### 交差する道路
- 茨城県道56号つくば古河線

### 沿線
- 関東鉄道 常総線 宗道駅